# 旭川日産自動車
旭川日産自動車株式会社（あさひかわにっさんじどうしゃ）は、北海道旭川市に本社を置く日産自動車の販売店である。
なお、この項では、過去に存在していた旭川運輸支局管内エリアの日産販売会社についても記述する。

## 沿革
- 1946年11月11日 - 旭川日産自動車販売株式会社を設立。
- 1954年5月 - 旭川日産自動車株式会社に商号変更。
- 1967年6月26日 - 旭川日産自動車株式会社釧路支店・帯広支店の日産店系列の一部車種[注釈 1]の取扱が、道東日産自動車株式会社[注釈 2]に営業権を譲渡して移行[注釈 3]。
- 1970年10月 - 新規車種のチェリーの発売と同時にチェリー事業部・チェリー課を開設。チェリー店系列[注釈 4]の取扱開始[注釈 5]。
- 1971年
  - 4月 - 日産プリンス旭川販売株式会社（プリンス店系列）から営業権を譲り受けて旭川日産自動車株式会社に統合[注釈 6]。
  - 5月6日 - 旭川日産自動車株式会社釧路支店・帯広支店の日産乗用車系[注釈 7]の営業権を、釧路支店は釧路日産自動車株式会社[注釈 8]へ、帯広支店は帯広日産自動車株式会社[注釈 9]へ譲渡。
  - 6月10日 - 旭川日産自動車株式会社北見支店の日産乗用車系[注釈 10]の営業権を北見日産自動車株式会社[注釈 11]へ譲渡。
  - 8月14日 - 旭川日産自動車株式会社釧路・帯広・北見支店大型事業部の日産ディーゼル系の営業権を、日産ディーゼル道東販売株式会社（現・UDトラックス道東）へ譲渡。
- 1973年8月 - 旭川日産自動車大型事業部（旭川運輸支局管内エリア）の日産ディーゼル系の営業権を、日産ディーゼル旭川販売株式会社（現・UDトラックス北海道株式会社旭川支店）へ譲渡。
- 1999年11月 - 日産店系列・プリンス店系列の併売から、日産店系列・モーター店系列の取扱車種を共通化したブルーステージに取扱車種を変更。(ブルーステージ時代も、旧プリンス店系列専売車種のグロリアとスカイラインは引き続き併売)
- 2003年10月 - 旭川日産自動車株式会社（ブルーステージ）と株式会社日産サティオ旭川（レッドステージ）が合併して旭川日産自動車株式会社に統合され、レッド&ブルーステージ（日産車全車種取扱）となる。
- 2008年10月 - 旭川日産自動車株式会社の日産フォークリフトの営業権を、日産ディーゼル旭川販売株式会社（現・UDトラックス北海道株式会社旭川支店）へ譲渡。

## 店舗
- 神居本店（旭川市神居4条1丁目1-37）
- 永山店（旭川市永山2条10丁目2-13）
- 春光店（旭川市春光1条7丁目1-1）
- 神楽店（旭川市神楽5条9丁目1-7）
- 豊岡店（旭川市豊岡3条2丁目2-3）
- 留萌店（留萌市野本町50）
- 稚内店（稚内市潮見2丁目5-3）
- 士別店（士別市大通西17丁目3141）
- 名寄店（名寄市西9条北4丁目7）
- 深川店（深川市4条21-7）
- 富良野店（富良野市桂木町3-55）
- 枝幸店（枝幸郡枝幸町南浜町1345-10）
- カーパーク神居／中古車店舗（旭川市神居4条1丁目1-37）

## 過去に存在していた旭川運輸支局エリアの日産販売会社

### 株式会社日産サティオ旭川
- 1960年8月 - 旭川日産モーター株式会社設立。
- 1971年4月 - 日産サニー旭川販売株式会社、日産サニー北見販売株式会社の2社から営業権を譲り受けて旭川日産モーター株式会社に統合され、モーター店系列・サニー店系列の併売となる。
- 1971年6月10日 - 旭川日産モーター株式会社北見支店（モーター店系列・サニー店系列）の営業権を北見日産自動車株式会社[注釈 12]へ譲渡。
- 1999年11月 - 旭川日産モーター株式会社から株式会社日産サティオ旭川に商号変更され、モーター店系列・サニー店系列の併売から、サティオ店（旧・サニー店）系列・プリンス店系列の取扱車種を共通化したレッドステージに取扱車種を変更。(レッドステージの日産サティオ旭川時代も、旧モーター店系列専売車種のセドリックとローレルは引き続き併売)
- 2003年10月 - 旭川日産自動車株式会社と株式会社日産サティオ旭川が合併して、旭川日産自動車株式会社に統合。

### 日産プリンス旭川販売株式会社
- 1955年4月 - 旭川プリンス自動車株式会社設立。
- 1971年4月 - 日産プリンス旭川販売株式会社（プリンス店系列）の営業権を旭川日産自動車株式会社に譲渡して統合。

### 日産サニー旭川販売株式会社
- 1966年4月 - 日産サニー旭川販売株式会社設立。
- 1971年4月 - 日産サニー旭川販売株式会社（サニー店系列）の営業権を旭川日産モーター株式会社に譲渡して統合。

## 北海道内の日産各販売会社
- 北海道日産自動車
- 札幌日産自動車
- 北見日産自動車
- 帯広日産自動車
- 日産プリンス札幌販売
- 函館日産自動車